# Festival international du film d'animation de Bruxelles
 (janvier 2024).
 (janvier 2017).
Si vous disposez d'ouvrages ou d'articles de référence ou si vous connaissez des sites web de qualité traitant du thème abordé ici, merci de compléter l'article en donnant les références utiles à sa vérifiabilité et en les liant à la section « Notes et références ».
 (novembre 2022).
Pour les articles homonymes, voir Anima (homonymie).
Le Festival Anima, ou Festival international du film d'animation de Bruxelles, créé en 1982 par Philippe Allard, Philippe Moins et André Pint au sein de la Confédération Parascolaire, a lieu chaque année en février ou en mars.
Il connaît plusieurs dénominations depuis sa création (Rencontres du cinéma d'animation, Semaine du dessin animé, Festival du dessin animé et du film d'animation).

## Principe
Anima comporte depuis 2000 une compétition internationale et une compétition nationale ; il participe à la sélection du Cartoon d'Or, prix européen du court métrage d'animation décerné par les principaux festivals d'animation et est habilité à proposer des courts métrages pour les Academy Awards, dans la catégorie animation.
Le festival propose en outre chaque année des rétrospectives et des hommages, et invite en moyenne entre 60 et 70 réalisateurs et d'autres professionnels.
Anima propose aussi des ateliers, master class et conférences qui s'adressent aux jeunes professionnels (Futuranima, coordonné par Dominique Seutin).
Plus de 30 000 personnes assistent au festival qui se déroule à Bruxelles (au Flagey), mais  aussi à Charleroi, à Mons, à Liège, à Gand et dans d'autres villes de Belgique.
La prochaine édition d'Anima se déroulera du 20 février au 1er mars 2026 à Bruxelles.

## Historique
Le festival est créé en 1982 sous le nom de « Rencontres du cinéma d'animation », par Philippe Allard, Philippe Moins et André Pint au sein de la Confédération Parascolaire. À partir de 1983, il est co-organisé par le studio d'animation bruxellois Graphoui.
En 1985, il est repris par Graphoui et devient la « Semaine du dessin animé ». Il est dirigé par Philippe Moins et Doris Cleven.
En 1988 il prend son autonomie sous le nom de « Festival du dessin animé et du film d'animation de Bruxelles ». L'association sans but lucratif de droit belge Folioscope est créée par Philippe Moins et Doris Cleven pour continuer à l'organiser.  Il est reconnu par la Communauté française de Belgique et par la Vlaamse Gemeenschap.
C'est en 2004 qu'il devient définitivement le Festival Anima.
Jusqu'en 2014, la direction du festival est assurée par Doris Cleven et Philippe Moins. À partir de l'édition 2015, Doris Cleven assure seule la direction et Philippe Moins conserve un statut de conseiller artistique. En juillet 2020, elle cède la place à Dominique Seutin et Karin Vandenrydt.

## Palmarès
(novembre 2022).

### Grand Prix Anima
| Année | Titre anglais         | Titre original | Réalisation            | Pays                      |
| ----- | --------------------- | -------------- | ---------------------- | ------------------------- |
| 2023  | Letter to a Pig (en)  |                | Tal Kantor             | Israël France             |
| 2022  | Steakhouse            |                | Špela Čadež            | Slovénie France Allemagne |
| 2021  | Empty Places          |                | Geoffroy de Crécy      | France                    |
| 2020  | Purpleboy             |                | Alexandre Siqueira     | Belgique France Portugal  |
| 2019  | Reruns                |                | Rosto                  | Pays-Bas                  |
| 2018  | The Burden            | Min Börda      | Niki Lindroth von Bahr | Suède                     |
| 2017  | Among the Black Waves |                | Anna Budanova          | Russie                    |
| 2016  | World of Tomorrow     |                | Don Hertzfeldt         | États-Unis                |
| 2015  | Bath House            | Simhall        | Niki Lindroth von Bahr | Suède                     |
| 2014  | Futon                 |                | Yoriko Mizushiri       | Japon                     |
| 2013  | Feral                 |                | Daniel Sousa           | États-Unis                |
| 2012  | The Wonder Hospital   |                | Beomsik Shimbe Shim    |                           |
| 2011  | Love and theft        |                | Andreas Hykade         |                           |